# Alexander Nandzik
Alexander Nandzik (* 12. September 1992 in Bergisch Gladbach) ist ein deutscher Fußballspieler. Der Linksverteidiger steht beim BSV Rehden unter Vertrag.

## Karriere
Nandzik spielte bis 2004 in der Jugend des SV Bergisch Gladbach 09 und anschließend für sieben Jahre in den Jugendmannschaften des 1. FC Köln. 2011 wechselte er in die zweite Mannschaft von Fortuna Düsseldorf, in der er Stammspieler war. Nach zwei Jahren wechselte Nandzik ablösefrei zum Drittligisten SV Wehen Wiesbaden und unterschrieb einen Zweijahresvertrag.
Sein erstes Tor in der Saison 2013/14 erzielte Nandzik in der 90. Minute gegen den MSV Duisburg.
Zur Saison 2015/16 wechselte Nandzik zum Chemnitzer FC. In der Winterpause wurde er an den Bayern-Regionalligisten SSV Jahn Regensburg ausgeliehen und nach dem Aufstieg über die Relegation zur Saison 2016/17 schließlich durch eine Ablösesumme fest verpflichtet. Nandzik unterschrieb einen Dreijahresvertrag beim SSV Jahn bis zum 30. Juni 2019.
Nach dem Aufstieg in die 2. Bundesliga zur Saison 2017/18 war Nandzik zunächst Stammkraft auf der linken defensiven Außenbahn und schloss die Spielzeit mit dem Jahn auf einem überraschenden fünften Tabellenplatz ab. In der Folge wurde der Verteidiger durch die Leihspieler Jonas Föhrenbach und später Chima Okoroji verdrängt und kam bis zur Winterpause 2019/20 nur auf 18 weitere Pflichtspiele.
Es folgte eine Leihe zum Drittligisten 1. FC Kaiserslautern. Auf der linken defensiven Außenbahn kam er im Wechsel mit Stammspieler Philipp Hercher, der auch auf Rechts eingesetzt wurde, auf neun Startelfeinsätze, davon einen im DFB-Pokal. Da die Saison aufgrund der COVID-19-Pandemie verlängert werden musste und Ende Juni 2020 immer noch nicht beendet war, kehrte Nandzik nach dem 36. Spieltag vorzeitig nach Regensburg zurück. Von der im Leihvertrag enthaltenen Kaufoption machte der FCK keinen Gebrauch. Nachdem er bei Regensburg im Sommer 2020 seinen „unbedingten Wechselwunsch“ geäußert hatte und sich damit laut Regensburg-Geschäftsführer Christian Keller „selbst ins sportliche Abseits gestellt“ hatte, wechselte er im Januar 2021 zum baden-württembergischen Oberligisten SGV Freiberg, die ihm auch eine Berufsausbildung anboten. Da die Saison aber aufgrund der COVID-19-Pandemie nach der Winterpause nicht mehr fortgeführt wurde, dauerte es bis August 2021, bevor er zu seinem ersten Pflichtspieleinsatz kam. Bereits Ende August 2021 zog er weiter zum in der Regionalliga Nord spielenden BSV Rehden, die ihm ebenfalls neber einer fußballerischen auch eine berufliche Perspektive boten.

## Erfolge
SSV Jahn Regensburg
- Meister der Regionalliga Bayern und Aufstieg in die 3. Liga: 2016
- Aufstieg in die 2. Bundesliga: 2017

## Privates
Nandzik ist der Sohn der ehemaligen Fußballspielerin und mehrfachen Deutschen Meisterin Ingrid Nandzik.